# Sông Ba Voi
Sông Ba Voi là một con sông đổ ra Sông Cái Lớn. Sông có chiều dài 17 km và diện tích lưu vực là km². Sông Ba Voi chảy qua các tỉnh Hậu Giang, Kiên Giang.